# Edenophorus hiemalis
Edenophorus hiemalis är en tvåvingeart som beskrevs av Sinclair 2002. Edenophorus hiemalis ingår i släktet Edenophorus och familjen dansflugor. Inga underarter finns listade i Catalogue of Life.